# Kraj
Kraj (Russisch: край) wordt vaak vertaald als regio, district, territorium, of provincie. Het is een term die wordt gebruikt ter aanduiding van een aantal van de deelgebieden van Rusland, maar ook voor regio's in Tsjechië en in Slowakije. Het woord kraj (dat grens of rand betekent), wordt gebruikt voor territoria die langs de economische en geografische periferie liggen. In het meervoud is het krajs. In het Russisch is het meervoud kraja (края), in het Tsjechisch en Slowaaks kraje. (vgl. Kreis (D.))

## Rusland
De krajs deden in de Sovjetperiode hun intrede tussen 1924 en 1930 als enorme gebieden die vanuit de socialistische theorie gezien efficiënte territoriale min of meer regionale zelfvoorzienende gebieden moesten vormen. Hierdoor ontstonden echter ook regionale machtsstructuren. Toen Jozef Stalin de macht monopoliseerde begin jaren 30 liet hij daarom deze immense gebieden onderverdelen in kleinere gebieden. Dunbevolkte grote gebieden bleven de status van kraj echter houden.
Krajs, oblasten, autonome oblasten en autonome republieken hebben dezelfde constitutionele status. Sommige krajs zijn groter dan de meeste Europese staten. De kraj Chabarovsk is bijvoorbeeld groter dan Frankrijk en de kraj Krasnojarsk zelfs groter dan Groenland. Een kraj is onderverdeeld in districten of rajons (районы, spreek uit als "rajonnie"). Voor een complete lijst van krajs, zie krajs van Rusland. Zie verder Deelgebieden van Rusland.

## Tsjechië
Het woord kraj wordt eveneens gebruik voor regio's in Tsjechië. Hier is een kraj onderverdeeld in districten (een okres). Zie verder Regio's van Tsjechië.

## Slowakije
Ook in Slowakije gebruik men het woord kraj voor regio's. Ook hier is een kraj onderverdeeld in districten (een okres). Zie ook Regio's van Slowakije.

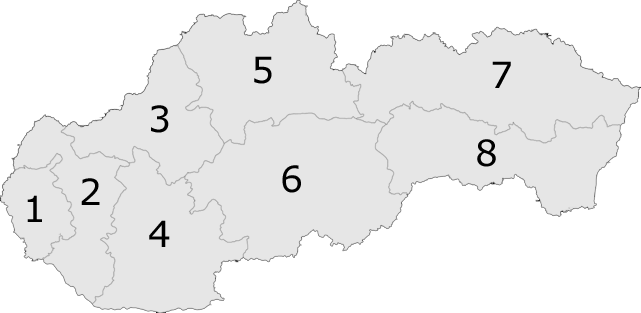
Regio's van Slowakije

1. Bratislava
2. Trnava
3. Trenčín
4. Nitra
5. Žilina
6. Banská Bystrica
7. Prešov
8. Košice